# Innsbrucker Osterspiel
Das Innsbrucker Osterspiel ist ein Anfang des 14. Jahrhunderts entstandenes geistliches Spiel. Trotz seines heutigen Namens stammt es aus Mitteldeutschland; es ist, mit Ausnahme einiger lateinischer Passagen, in der Volkssprache (Thüringisch) abgefasst und thematisiert das biblische Ostergeschehen um die Auferstehung Jesu Christi. Dieses wird durch weltliche Handlungsstränge erweitert und erzielt durch satirische, burleske und absurde Sequenzen eine zum Teil komödiantische Wirkung.
Das Innsbrucker Osterspiel gehört zu den ältesten mittelalterlichen Osterspielen. Die Handschrift mit der Signatur Codex 960 wird in der Innsbrucker Universitäts- und Landesbibliothek Tirol aufbewahrt.

## Hintergrund

### Der Name
Das Innsbrucker Osterspiel erhielt seine Bezeichnung nach seinem Aufbewahrungsort seit dem 19. Jahrhundert, der Universitätsbibliothek Innsbruck. Ursprünglich hat es keine Beziehung zu diesem Ort. Als festgestellt wurde, dass die Handschrift aller Wahrscheinlichkeit nach aus dem Kloster Neustift bei Brixen stammt, veränderte sich der Titel zu Neustifter (Innsbrucker) Osterspiel. Eine weitere Namensänderung erfuhr das Spiel, nachdem die Sprache als Thüringisch identifiziert wurde. Von da an hieß es Innsbrucker Thüringisches Osterspiel. Die Sprachangabe kann allerdings auch in Klammern vermerkt werden: Innsbrucker (thüringisches) Osterspiel. In diesem Artikel wird das Spiel weiterhin kurz als Innsbrucker Osterspiel bezeichnet.

### Die Handschrift
Das Innsbrucker Osterspiel wurde als Papierhandschrift überliefert. Diese befindet sich in Besitz der Innsbrucker Universität und trägt die Signatur Codex 960, die darauf hinweist, dass es sich um eine Sammelhandschrift handelt. Neben dem Innsbrucker Osterspiel enthält die insgesamt 60 Blätter starke Handschrift außerdem das Innsbrucker Spiel von Mariae Himmelfahrt, das Innsbrucker Fronleichnamsspiel, eine lateinische Beschwörungsformel für einen Liebeszauber, eine kleinere Notiz und verschiedene Federproben sowie einen Vermerk über den Tod Oswald von Wolkensteins am Schluss.
Das Innsbrucker Osterspiel umfasst die Seiten 35 verso bis 50 recto. Alle Spiele sowie die jeweiligen Titel und einzelne lateinische Randnotizen, die als Regieanweisungen zu verstehen sind, sind von einer Hand geschrieben, und zwar in einer der Bastarda angenäherten Buchkursive. Textura und rote Durchstreichungen heben Überschriften und Regieanweisungen hervor. Die Texte sind einspaltig und raumsparend geschrieben, so dass die fortlaufenden Verse lediglich durch einen kleinen senkrechten Strich am Anfang eines Verses voneinander getrennt sind. Auch die überwiegend groß geschriebenen und rubrizierten Anfangsbuchstaben eines Verses können der Orientierung dienen.
Neuhauser hält einige Besonderheiten innerhalb des Schriftbildes fest. So ist ein e-ähnliches Zeichen, das üblicherweise direkt über dem Vokal steht, um einen Umlaut zu markieren, an mehreren Stellen ohne ersichtlichen Grund eingeführt worden. Außerdem finden sich an Wortenden sowie im Wortinnern zahlreiche Zierstriche, vornehmlich bei den Buchstaben m, n, h, y und z. Ebenfalls auffällig ist die Willkür, mit der das d wahlweise groß oder klein geschrieben wird. Der erste Buchstabe des Innsbrucker Osterspiel-Titels, ein H, fällt durch seine ungewöhnlich viel Raum einnehmende Größe und besondere Ausgestaltung auf. Die ersten Korrekturen, die die Handschrift aufweist, erfolgten durch den ersten Schreiber selbst. Der lateinische Text schließlich ist von einer zweiten Hand verfasst, der Vermerk am Schluss von dritter Hand.
Das Format der Handschrift hat die Maße 276/281 × 105/110 mm. Die Werte schwanken infolge verschiedener Beschneidungen des Papiers. Es handelt sich um ein gespaltenes Folioformat, auch Schmalfolio oder Heberegister-Format genannt, das charakteristisch ist für Spielhandschriften. Die Lesbarkeit ist auf Grund starker Abnutzung der Seiten, Flecken und dergleichen sehr beeinträchtigt. Bezüglich des Papiers liegt die Vermutung nahe, dass dieses aus Oberitalien bezogen wurde. Es handelt sich um zwei verschiedene Papiere. Dass der Wechsel des Papiers nicht auch den Bruch zwischen zwei Spielen markiert, und andersherum Grenzen zwischen den Spielen nicht auch durch Lagengrenzen angezeigt werden, legt die Vermutung nahe, dass die drei Spiele in einem Guss geschrieben worden sind.

### Entstehung und Überlieferung
Eine Datierung, die in der Handschrift selbst vorgenommen wurde, gibt Aufschluss über die Entstehungszeit. Demnach wurde das Innsbrucker Osterspiel am 1. September 1391 vollendet.
Thüringen, genauer Schmalkalden, wird auf Grund einer Sprachanalyse als Heimat sowohl des Dichters als auch des Schreibers vermutet. Allerdings zeigen Befunde, zum Beispiel das italienische Papier, das in Tirol nicht selten Gebrauch fand, oder die Tatsache, dass das Kloster Neustift stets Interesse an der Aneignung geistlicher Spiele aus Mitteldeutschland hatte, dass hauptsächlich in Neustift geschrieben wurde. Neuhauser entwirft für diesen scheinbaren Widerspruch zwei Lösungsmöglichkeiten: 1. Ein aus Schmalkalden stammender Schreiber schrieb eine von dort mitgebrachte Vorlage in Neustift ab. 2. Die Vorlage gelangte von Thüringen nach Neustift, wo sie ein Schreiber unter Beibehaltung der sprachlichen Eigentümlichkeiten abschrieb. Schreiber und Verfasser sind jedenfalls nicht identisch. Nachforschungen und Überlegungen Rudolf Höpfners zufolge ist das Osterspiel an sich bereits in der ersten Hälfte des 14. Jahrhunderts entstanden.
Wenn auch nicht ganz klar ist, wann genau und wie das Osterspiel in das Kloster nach Neustift gelangt ist, so ist zumindest sicher, dass sich die Handschrift ab 1445 dort befand, wie aus dem Vermerk über den Tod Oswald von Wolkensteins hervorgeht. Es ist anzunehmen, dass die Schrift um 1391 in Neustift auftauchte und dort vermutlich bis zur Auflösung des Klosters 1807 Teil der klostereigenen Bibliothek war. Doch der Verbleib ist nicht gesichert; der Handschrift fehlt zum Beispiel das der Neustifter Bibliothek eigene Bücherzeichen. Auch der Zeitpunkt der Übergabe an die Universitätsbibliothek Innsbruck ist fraglich. Zwar wurde das Jahr 1809 als dieser Zeitpunkt bestimmt, doch die Sammelhandschrift erscheint nicht in den Übergabeprotokollen der Bibliothek.

### Verwendung
In seiner Untersuchung weist Neuhauser auf die starken Abnutzungserscheinungen der Spielhandschrift hin. Das könnte, auch unter Beachtung des besonderen Heberegisterformats und der Randnotizen, ein Hinweis darauf sein, dass die Handschrift tatsächlich als Regiebuch verwendet wurde. Entgegen Eduard Hartl, der die These, die Handschrift sei gleichzeitig als Regiebuch zu verstehen, für richtig hält, betont Rolf Bergmann in seinem Jahre später erschienenen Katalog geistlicher Spiele, dass eine Aufführung des Innsbrucker Osterspiels nicht bezeugt sei. Die erwähnten Randnotizen könnten zwar darauf hindeuten, dass das Osterspiel in Hinblick auf eine geplante Aufführung bearbeitet wurde, Aufführungsnachrichten gäbe es aber nicht. Zudem würden Sammelhandschriften nicht zu Aufführungszwecken angelegt. Für Bergmann bleibt die Zweckbestimmung des Stücks somit offen, Gegenbeweise wurden bisher anscheinend nicht geliefert. Es besteht zudem die Möglichkeit, dargelegt von Bernd Neumann und Dieter Trauden, dass der Text zwar nicht zum Zweck der Aufführung geschrieben wurde, aber dennoch vom Leser als Spieltext erkannt und rezipiert werden sollte. Ein Grund hierfür könnte die wirkungsvolle Vermittlung der textinternen Botschaft an den Leser gewesen sein, der sich das Gelesene vor dem inneren Auge plastisch vorzustellen vermochte, dem der Text also eine „imaginäre Aufführungssituation evozieren“ konnte.

## Form
Das Innsbrucker Osterspiel ist ein 1317 Verse umfassendes volkssprachiges Osterspiel, das auf einer biblischen Textgrundlage (dem Ostergeschehen) basiert. Es trägt den für Dramen bezeichnenden Charakterzug des dialogischen Aufbaus; daneben Monologe und Gesänge. Vor den einzelnen Sprechpassagen stehen Regieanweisungen, die bestimmen sollen, ob die Person singt (lat. cantat bzw. Plural cantant, wenn die Engel singen) oder spricht (lat. dicit). Neben der Dialogform und den Gesängen erfüllt das Innsbrucker Osterspiel noch weitere Kriterien, die eine Zuordnung zur Gattung des dramatischen Spiels (mhd. spil) ermöglichen: Es spricht Verhaltensmaßregeln gegenüber dem Publikum aus. So heißt es im Prolog:
dar vm swiget vnd setzet uch neder

vnd seht diz spil czüchtiglichen

durch gotes willen des richen,

vnd merket abir vorbas,

daz ir moget vorsten deste baz,

waz ich uch wil beduten,

[...] (V. 24 – V. 29)
darum schweigt und setzt euch nieder

und seht brav dieses Spiel [an]

um des herrlichen Gottes Willen,

und gebt acht,

damit ihr desto besser verstehen möget,

was ich euch zeigen will,

[...] (eigene Übers.)
Das Spiel wird von Prolog und Epilog, gesprochen von einem Precursor, umrahmt. Außerdem werden Hinweise zu dem gegeben, was auf der Bühne geschieht. Der Spielansager erzählt dem Publikum, mit welcher Handlung das Stück beginnen wird:
ich wil uch kunt thon

(ihr muget gerne huren czu),

wy dy Juden dar varen

vnd daz grab wullen bewaren

mit rittern mechteg vnd gruz,

dy da sint der Juden gnoz:

sy schullen hute durch gut

Ihesum halden in irer hut.

(V. 31 – V. 38)
Ich will euch verkünden

(ihr sollt bereitwillig zuhören),

wie da die Juden kommen

und das Grab beschützen wollen

mit starken und großen Rittern,

die da der Juden Gefährten sind:

sie sollen heute um Bezahlung (Ann. Meier)

Jesus in ihren Schutz nehmen.

(eigene Übers.)
Das Spiel kann – wahrscheinlich auf unterschiedliche Weisen, kleinschrittig oder stark raffend – in mehrere Szenen unterteilt werden. Ein festes Gerüst allerdings bilden die typischen Tropen des Ostergeschehens auf Grundlage biblischer Textstellen, wobei die Reihenfolge im Spiel nicht bibelgetreu ist: Wachenbestellung, Auferstehung, Höllenfahrt, Salbenkauf der Marien, Gang der Marien zum Grab, Jesus als Gärtner, Apostellauf zum Grab. Einige Teile des Spiels sind in lateinischer Sprache verfasst, so die Regieanweisungen und bestimmte Liederstrophen und Reden. Das steht aber nicht im Widerspruch zur Bezeichnung als volkssprachiges Osterspiel, sondern ist nach Johan Nowé darauf zurückzuführen, dass Kernsätze und Lieder aus den älteren Osterfeiern übernommen wurden – und die waren eben lateinisch. Außerdem werden viele lateinische Passagen im Spiel durch darauf folgende mittelhochdeutsche Paraphrasen dem Publikum zugänglich gemacht. Im folgenden Beispiel gehen die mittelhochdeutschen Verse zwar den lateinischen voran, der Effekt bleibt aber derselbe und wird hier besonders gut deutlich:
Ihesus dicit:

Nu kumt, myne vil lyben [kint,

dy von mynem vater bekomen sind,]

in mynes vater rich,

daz uch bereit ist ewiclich!

(V. 333 – V. 336)
Jesus spricht:

Nun kommt, meine sehr geliebten [Kinder,

die von meinem Vater kommen]

in das Reich meines Vaters,

das ewig für euch bereitet ist!

(eigene Übers.)
Et cantat:

Venite, benedicti patris mei,

possidete paratum vobis regnum

a constitutione mundi!

(V. 337 – V. 339)
Er singt:

Kommt, ihr Gesegneten meines Vaters,

nehmt in Besitz das Reich, das euch

von Anbeginn der Welt bereitet ist!

(Übers. nach Meier)
Die traditionellen Chöre jedoch wurden zugunsten von Einzelstimmen aufgelöst, was neben Handlungserweiterungen zu einer Ausweitung des Spiels beitragen kann. Besagte Handlungserweiterungen kommen dadurch zustande, dass die biblische Textgrundlage weiter ausgeschöpft und darüber hinaus zu volkstümlichen und komischen Handlungen ausgebaut werden. Gerade der Gebrauch der Volkssprache führt zu einer Ergänzung des Spiels um Elemente, die es in den Osterfeiern innerhalb der Kirche nicht gab, und zwar Komik, Burleske, Drastik, Obszönität. Diese treten unter anderem in der Höllenfahrt- und der Krämer-Szene zutage. Wie auch in zahlreichen anderen Osterspielen wird so liturgische Feierlichkeit mit weltlichen Komponenten kombiniert, beziehungsweise diesen gegenübergestellt. Paraphrasierung lateinischer Textstellen, Volkstümlichkeit und Komik lassen darauf schließen, dass das Spiel für ein Laienpublikum, also für die Bürger, bestimmt war.

## Inhalt
Die Versangaben der folgenden inhaltlichen Zusammenfassung, angelehnt an eine Einteilung durch Nowé, richten sich nach der Ausgabe des Innsbrucker Osterspiels von Rudolf Meier.
Das Spiel wurde mit dem Titel „Hic incipit ludus de resurrectione domini“ überschrieben und kann in 15 szenische Abschnitte gegliedert werden – Prolog und Epilog mit einbezogen.

### Prolog
Der Prolog (V. 1 – V. 40) besteht aus einer Ansprache des Precursors, oder auch Spielansagers (lat. expositor ludi), in der das Publikum zur Ruhe aufgefordert und das zu erwartende Spielgeschehen teilweise skizziert wird. Schließlich führt der Spielansager direkt in die erste Szene ein, indem er die Absicht der Juden, das Grab Jesu von bezahlten Rittern bewachen zu lassen, kundgibt.

### Bestellung der Grabwachen
Es folgt denn auch die Bestellung dieser Grabwachen durch Pontius Pilatus, angeregt von den Juden, die die Auferstehung Christi fürchten, und deren Aufstellung vor dem Grab (V. 41 – V. 201). Die Szene wird durch einen von Pilatus erteilten Botenauftrag ausgeweitet: Der Bote läuft, um geeignete Wachen zu finden, kehrt mit der Nachricht, welche gefunden zu haben zurück, um sogleich wieder zu den willigen Soldaten zu eilen und sie auf Geheiß des Pilatus zu diesem zu führen. Schließlich lassen sich die angeheuerten Wachen vor dem Grab Jesu nieder.

### Auferstehung
Gegenstand der nächsten Szene ist die Auferstehung Jesu Christi (lat. resurrectio Christi) (V. 202 – V. 214). Ein Engel erscheint und ruft Jesus an, aufzustehen und die unschuldigen Seelen aus der Hölle zu retten; Jesus kehrt mit dem angestimmten Gesang „resurrexi et adhuc sum tecum“ zurück ins Leben. Darauf ertappt Pilatus die schlafenden Wachen, die angesichts des verschwundenen Leichnams in Streit über die Schuldfrage geraten (V. 215 – V. 250).

### Höllenfahrt
Es schließt sich die Höllenfahrt Christi (lat. descensus Christi ad inferos) an (V. 251 – V. 345), die zusammen mit der Seelenfang-Szene einen beträchtlichen Teil des gesamten Spiels einnimmt. Vor dem Höllentor verlangen die Engel Jesu Einlass, doch Luzifer öffnet nicht, so dass Jesus das Tor zerbricht, um dann die unschuldigen Seelen, darunter Adam und Eva, aus der Hölle zu befreien. Eine Seele allerdings wird vom Teufel zurückgehalten. Daran wird nun die Seelenfang-Szene angebunden, die mit einer Wehklage des Luzifer beginnt (V. 346 – V. 506). Dieser gedenkt seines eigenen Schicksals, namentlich seines Hochmuts (lat. superbia), der ihn einst in die Hölle gebracht hat. Der Teufel selbst warnt davor, übermütig zu sein. Gleich darauf befiehlt er Satan in einem Zornesausbruch, neue Seelen für die Hölle einzufangen, und zwar ausnahmslos alle vom Geistlichen über den Adel und die Mittelschicht bis zum Unwürdigen. Satan befolgt seinen Auftrag, bringt allerdings lediglich Persönlichkeiten der Mittelschicht. Die Seelen geben ihre Sünden zu und werden verdammt – alle, bis auf die letzte, die Luzifer selbst nicht in seiner Hölle wissen will: die des Liebhabers (mhd. helser).

### Marienklage
Angeregt durch Rolf Bergmanns Zusammenführung von im Versverlauf nicht direkt aufeinander folgenden Abschnitten zu einer Gesamtszene, sind im Folgenden die Szenen der Marienklage, des Krämerspiels und der Auferstehungsverkündung ebenfalls in Einzelabschnitte unterteilt, die jeweils im Ganzen zusammengehören. Die drei Marien stimmen nach der Seelenfang-Szene ihre Klage an, in der sie den Verlust ihres Herren betrauern (V. 507 – V. 539). Desgleichen bevor sie auf den Krämer (lat. mercator) treffen (V. 838 – V. 877).

### Krämerspiel
Nach der ersten Marienklage beginnt das umfangreiche Krämerspiel (V. 540 – V. 837) mit der Suche des Krämers nach einem Knecht. Den findet er in Rubin, der seinen neuen Herren dann auch mit vielen Worten noch einmal dem Publikum vorstellt. Doch auch Rubin verlangt nach einem Handlanger, den er seinerseits in Pusterbalk findet, sich aber mit diesem zerstreitet. Lasterbalk kommt zur Szene hinzu und führt ein anzügliches Gespräch mit der Antonia; vermutlich die Magd. Der Krämer fordert Rubin wiederholt zur Arbeit auf, die schließlich darin besteht, dass Rubin eine Salbe aus undinglichen und widerwärtigen Zutaten herstellt. Im zweiten Abschnitt der Krämerszene (V. 878 – V. 919) werden die drei Marien vom Krämer bemerkt, der ein Geschäft zu machen vermutet. So ist es auch. Es folgt der Salbenkauf der Marien (V. 920 – V. 1000). Rubin führt die Marien zum Krämer, mit dem sie um die Salbe, mit der der Leichnam Jesu eingeölt werden soll, verhandeln müssen. Das Krämerspiel endet damit, dass Rubin nach einem Streit zwischen dem Kaufmann und seiner Frau – bei dem Rubin Partei für die Frau, die Magd für den Krämer ergreift – zusammen mit der Krämersfrau von dannen zieht (V. 1001 – V. 1074).

### Grabszene und Apostellauf
Am Grab Jesu treffen die Marien auf drei Engel, die ihnen die Auferstehung des Herrn verkünden (V. 1075 – V. 1138). Die Marien reagieren mit erneuter Klage ob des nun leeren Grabes. Der Übergang zur sogenannten Hortulanus-Szene (V. 1139 – V. 1207) ist fließend. Jesus erscheint in specie hortulani, also in Gestalt eines Gärtners, vor der dritten Maria, die auch vor ihm noch einmal ihrer Trauer Ausdruck verleiht bis Jesus sich endlich zu erkennen gibt. Sofort verkündet Maria die Auferstehung des Herrn (V. 1208 – V. 1215), worauf die Belehrung des ungläubigen Thomas folgt (V. 1216 – V. 1256). Thomas schenkt Marias Verkündung keinen Glauben, so dass auch ihm Jesus erscheint, um das Wunder zu bestätigen. Die zweite Verkündung der Auferstehung (V. 1257 – V. 1280) durch Maria richtet sich an die Apostel Simon Petrus und Johannes, die die Botschaft annehmen und glauben. In der folgenden Szene, die als Jüngerlauf bezeichnet wird, laufen die beiden zum Grab Jesu und vergewissern sich, dass es tatsächlich leer ist.

### Epilog
Den abschließenden Epilog (V. 1291 – V. 1317) des Spiels bildet eine Ansprache des Johannes an das Publikum, in der Jesus als der Befreier aller aus der Hölle gepriesen und letztendlich das Osterlied Christ ist erstanden angestimmt wird.

## Deutungsansätze

### Gesänge
Weiter oben wurden bereits die Gesänge erwähnt, die Bestandteil des Innsbrucker Osterspiels sind. Diese Gesänge unterscheiden sich untereinander und lassen sich nach Andreas Traub auf Grund ihrer spezifischen Ausprägungen in drei Gruppen einteilen: Zur ersten dieser Gruppen gehören jene Gesänge der „Personen als Rollenträger“. Zum Beispiel der erste Klagegesang der ersten Maria, die singt:
Omnipotens pater altissime,

angelorum rector mitissime,

quid faciamus nos miserrimae?

heu quantus est noster dolor!

(V. 507 – V. 519)
Allmächtiger, hoher Vater,

mildester Führer der Engelschöre,

was sollen wir Elenden tun?

O wie groß ist unser Schmerz!

(Übers. nach Meier)
und darauf die Verse spricht:
Almechtiger vater, hoster trost,

wen du mich von sunden hast erlost,

wo schal ich mich hen keren,

sint ich verloren habe mynen herren?

awe jammir vund leit,

[...] (V. 511 – V. 515)
Allmächtiger Vater, höchste Zuversicht,

weil du mich von [meinen] Sünden erlöst hast,

wo soll ich mich hin wenden,

seit ich meinen Herren verloren habe?

Oh weh Jammer und Leid,

[...] (eigene Übers.)
Diese Gesänge werden, wie hier deutlich zu sehen ist, in der Regel von Sprechversen begleitet, die übersetzen, erläutern oder den Bestand weiter ausführen, wodurch es dazu kommen kann, dass eine Aussage zweimal in leicht abgewandelter Form getätigt wird. Die zweite Gruppe umfasst die traditionellen liturgischen Gesänge, wie etwa das angestimmte Resurrexi et adhuc sum tecum in der Auferstehungs-Szene (V. 214). Die dritte Gruppe schließlich wird von den Gesängen zwischen Szenen oder Spielteilen gebildet. Dazu gehört der Silete-Gesang der Engel, zum Beispiel nachdem Luzifer Satan den Auftrag, neue Seelen einzufangen, gegeben hat (V. 456). Rolf Max Kulli vermutet hinter dem Silete-Gesang eine Aufforderung an das Publikum, ruhig zu werden, da der Gesang an Stellen im Text platziert ist, die in den Zuschauern ein Gesprächsbedürfnis wecken könnten, wie eben zum Beispiel nach Luzifers Aufforderung an Satan, sämtliche greifbare Seelen herbeizubringen.
Auch Christoph Petersen hat sich im Rahmen seiner Betrachtungen zu Theatralität und Ritualität von Osterspielen der von der liturgischen Feier übernommenen Gesänge angenommen. Die Übernahme der Gesänge zeige, dass das Osterspiel dem kultischen Anspruch der Feier anhänge, so Petersen. Doch dieser Kult könne nicht eins zu eins ins Spiel übertragen werden, da es „per se, als außerliturgische theatrale Performanz“ nicht mehr jener „Kultpraxis“ angehöre. So würden die Gesänge lediglich als eine Art Bindeglied zwischen Theater und Liturgie verstanden. Daneben stünden sie für die Bindung des Osterspiels an eine in den Gesängen implizierte Tradition, was allerdings in Verbindung mit der freien Handlungs- und Szenengestaltung irritierend wirken könne, zum Beispiel beim Lauf der Apostel zum Grab. Nicht nur das. Anhand der Auferstehungs-Szene des Füssener Osterspiels zeigt Petersen, dass eine Abweichung von der durch die Feier überlieferten Gesangsfolge zu Bedeutungsverschiebungen führen kann. Die Betrachtungen können auf das Innsbrucker Osterspiel übertragen werden, da es hier ebenfalls zu einer Änderung der Gesangsfolge innerhalb der gleichen Szene kommt. Die ursprüngliche Folge Quis-revolvet-Frage der Marien (V. 1076 – V. 1077) mit anschließender Paraphrasierung, Tropus-Dialog (V. 1082 – V. 1101) und Venite-Aufforderung (V. 1102 – V. 1103) mit Ad-monumentum-Gesang bleibt bestehen. Allerdings wird die Szene nicht mit der Verkündung der Auferstehung durch die Marien beschlossen, sondern mit einer Fortführung ihrer Klage, die sich bis in die Gärtner-Szene hineinzieht (vgl. V. 1119 – V. 1181). Diese Veränderung bewirkt, dass die Freude über die Auferstehung hinter die Trauer der fortbestehenden Abwesenheit des Herrn tritt, die Szene also in ihrer Bedeutung marginalisiert wird. Erst nachdem der Gärtner sich als Jesus zu erkennen gibt, vor Maria also als leibhaftige Person erscheint, nimmt das Klagen ein Ende und Maria läuft, um die Auferstehung zu verkünden; nicht ohne zu betonen, dass sie den Herren „werlich leben sach“, was wie eine Begründung dafür klingt, dass die Jünger nun „geloubig syn“ können, „daz er [Jesus] wil stigen ezu dem vater sin“ (V. 1212 – V. 1215). Petersen stellt noch weiterführende Überlegungen zur Frage nach der Körperlichkeit Jesu an, die an dieser Stelle jedoch nicht weiter ausgeführt werden sollen. Es sei nur noch so viel gesagt: Auch der ungläubige Apostel Thomas bedarf erst der Überzeugung durch die wahrhaftige Präsenz Jesu, der ihm sogar – im Gegensatz zu Maria – gestattet, ihn zu berühren (vgl. V. 1231 – V. 1242).

### Krämerspiel
Mit insgesamt 411 Versen nimmt das Krämerspiel einen beträchtlichen Teil des gesamten Osterspiels ein. Die Handlung kann auf einen Bericht im Markus-Evangelium (Mc 16,1) zurückgeführt werden. Ansonsten entbehrt das Spiel jeglicher biblischer Textgrundlagen. Dadurch ist die Freiheit gegeben, in diesem „rein irdisch-innerweltliche[m] Handlungsbereich“ die Rollentexte und Dialoge frei zu erfinden – nicht zuletzt die Figur des Krämers selbst. Was dabei herauskommt, ist eine ausgedehnte derb-zotige Handlung, die zum Lachen animiert. Aus welchen Gründen sich das Krämerspiel zu einem derartigen Umfang entwickelt hat, ist nicht eindeutig geklärt. Karl Konrad Polheim unternimmt den Versuch einer Erklärung. Er führt die Entstehung des Krämerspiels auf Pilgerfahrten zurück, da er davon ausgeht, dass die Darstellung der Kaufmanns-Szene nicht „irgendeine von der Straße oder dem Markt abgelauschte Wirklichkeit“ darstellt, sondern einen Bezug zu den religiösen Vorgängen des Spiels hat. Die Pilgerfahrten hatten das Heilige Grab Jesu in Jerusalem zum Ziel, wo Dinge käuflich erworben werden konnten, von denen man glaubte, dass Segen und Heilskraft der göttlichen Stelle auf sie übergegangen seien. Es wurde reger Handel getrieben an der heiligen Stätte, und auch unzüchtiges und grobes Verhalten soll beobachtet worden sein. Für den Einlass in das Heilige Grab musste ebenfalls gezahlt werden – wer das nicht konnte, musste wieder gehen. Durch Pilgerberichte wurden diese Vorgänge auch im Westen bekannt und könnten so auch zu Vorbildern für die Krämer-Szene im Innsbrucker Osterspiel geworden sein. Zumindest gibt es Parallelen.
Wenn zum Lohn Rubins gehört, mit der Frau des Krämers schöne Stunden zu verbringen (V. 589 – V. 594) und Lasterbalg die Magd zu einem Stelldichein auffordert (V. 757), wenn zwischen Rubin und Pusterbalk eine Prügelei losbricht (V. 714 – V. 715) und der Krämer und Rubin sich gegenseitig als Gauner titulieren (V. 895; V. 906), oder wenn Rubin seinen Herren dem Publikum als Arzt vorstellt, der genauso viel kann „alzo eyn esel czu seytenspil“ (V. 657 – V. 658), dann ist der anstößige und rabiate Umgang der am Krämerspiel beteiligten Figuren offensichtlich und Lacher seitens der Rezipienten garantiert. Was den Handel zwischen dem Krämer und den drei Marien betrifft, so ähnelt die Situation derer, die das Heilige Grab nur betreten dürfen, wenn sie zahlen können. Hier ist es der Krämer, der sofort klarstellt, dass die Marien die gewünschte Salbe nur erhalten, wenn sie ein Talent Gold zahlen (V. 960 – V. 962).
Bemerkenswert am Krämerspiel ist, dass die religiöse, fast symbolische Handlung der Marien in die ausschweifende, eher weltliche Handlung der Krämer-Szene eingewoben zu sein scheint. Und doch wird eine Abgrenzung zwischen den Figuren dadurch erzeugt, dass den Marien ruhige, knappe Sprechrollen zufallen, während die Reden des Krämers und Rubins insgesamt ausholend und wortreich sind.

### Höllenfahrt mit Seelenfang
Als einzige gerüstgebende Szene des Spiels ist die der Höllenfahrt im Kern nicht dem christlichen Evangelium, sondern dem nicht in den Bibelkanon aufgenommenen Nikodemus-Evangelium entlehnt. Der Beginn der Höllenfahrt-Szene markiert, wie auch das Krämerspiel, den Übergang von einer komödiantischen zu einer religiös-ernsten Passage, indem Jesus Abstieg in die Hölle gleich auf die Prügelei der streitenden Grabwachen folgt. Nachdem Jesus das Tor zur Hölle zerbrochen und alle unschuldigen Seelen befreit hat, bricht der Teufel im Innsbrucker Osterspiel in eine Klage aus. Handelt es sich bei der Beobachtung Kullis, dass in der Handschrift die Klage Luzifers erst auf den Seelenfang folgt, um eine Tatsache, so hat dieser Szenenabschnitt in der vorliegenden Ausgabe ihre Position gewechselt. Nach Hartls Meinung sei ein Vorziehen der Klage aber sinnvoll, da sonst die Wirkung der Ständesatire verloren ginge. Die Klage vor den Zornesausbruch zu stellen, könnte auch die vorgenommene Karikatur des hilflosen und erniedrigten Teufels betonen.
Um seine Hölle mit neuen Seelen zu füllen, befiehlt der Teufel seinem Gehilfen Satan, alle Seelen herbeizubringen, die er fangen kann. Welche das sein könnten, präzisiert Luzifer in einer 68 Verse umfassenden Aufzählung verschiedener Personen. Kulli hält fest, dass es in keinem Spiel sonst eine so ausführliche Anweisung gäbe, deren Reihenfolge der eingeforderten Personen zudem in etwa der Ständeordnung entspreche: Geistliche (babest, kardenal), Reichsfürsten (grafen, fursten), Dienstadel (ritter), Handwerker (czymmerman, muller, smet), Lasterhafte (trencker, spiler). Satan bringt schließlich nur Seelen von Menschen aus dem Mittelstand; sieben Seelen legen ihre (Berufs-)Sünden vor Luzifer dar: ein becker und ein schuster, ein kappelan. ein byrschencker und ein fleyschewer. ein schroter und zuletzt ein helser. Die Ständesatire nun drückt sich in ebendiesen beiden Textabschnitten aus. Zum einen in der zum Teil in abfälligen Ton hervorgebrachten Personen-Aufzählung – vom Papst und den Patriarchen zum Beispiel sagt Luzifer, dass sie „den luten geben bosen rat“ (V. 393), und von den „klappermynnen“ (V. 444), dass sie „duncken sich alzo heilig syn/ also dez phaffen mastsmin“ (V. 446 – V. 447) –, in der der Teufel außerdem keine Standesunterschiede beachtet, wenn er betont, er kenne kein „geschlechte, daz ist der helle nicht rechte“ (V. 448 – V. 449). Zum anderen in der Offenbarung typischer beruflicher und privater Sünden der Einzelnen, die zusammen genommen das mittelständische Volk repräsentieren. Der Seelenfang mit implizierter Ständesatire könnte als Wirkungsziel Abschreckung und Besserung des sündigen Zuschauers haben, der sich mit den vorgestellten Figuren identifizieren kann.
Dass der Teufel zum Beichtvater wird, ist schon komisch genug. Wie komisch aber muss es für den Zuschauer gewesen sein, wenn er neben sich eines „Höllenkandidaten“ gewahr wurde oder selbst einer sein könnte. Um das ganze grotesk-witzige Geschehen auf die Spitze zu treiben, weigert sich der Teufel, die letzte Seele, den Liebhaber, in die Hölle aufzunehmen, mit den Worten:
Sathan, lyber geselle,

den brenge nicht in dy helle:

komt her in dy helle myn,

wir musten alle kebeskinder sin!

(V. 503 – V. 506)
Satan, lieber Gefährte,

den bring nicht in die Hölle:

kommt der in meine Hölle,

müssen wir alle Stiefkinder werden!

(eigene Übers.)
Er fürchtet sich also davor, dass der Buhler in der Hölle sich ebenso verhält wie auf Erden, was in seiner Prophezeiung, dass dann alle zu Stiefgeschwistern würden, zum Ausdruck kommt (V. 505 – V. 506). Der Teufel, der all diejenigen zu sich holt, die auf Erden die sittliche und moralische Ordnung stören, fürchtet um die eigene Ordnungsnorm in seiner Hölle. Zusammengenommen mit der wehleidigen, selbstmitleidigen Klage, die auf Jesus Machtdemonstration folgt, gibt Luzifer ein geradezu lächerliches Bild ab.
Die ganze Szene bietet dem Rezipienten lustige Unterhaltung. Es handelt sich hier um ein bewusst inszeniertes Lachen, auch risus paschalis genannt, das nach Klaus Ridder in diesem Fall dazu dient, eine „in der christlichen Lebensordnung ausgegrenzte, in der Volksfrömmigkeit jedoch gleichwohl präsente“ Angst vor dunklen Mächten zu kompensieren. Das Lachen hat Entlastungsfunktion. Zwar kann es die Furcht vor dem Bösen nicht vertreiben – und sein Wirken auf Erden wird, wie der Seelenfang zeigt, nicht ausgeschlossen –, aber doch eine gewisse Distanz zum gefürchteten Objekt herstellen. Die Höllenfahrt-Szene könnte trotz Luzifers Seelenfang schließlich auch der Art gedeutet werden, dass dem Publikum der Glaube an die eigene Erlösung gegeben werden soll, da eine Verbindung zur abschließenden Rede des Precursors, hier in Gestalt des Johannes, besteht, in der es heißt: „und [Jesus] hat uns erlost uz der helle not“ (V. 1296).

## Stellung innerhalb der Gattung
Die Gattung zeigt schon in ihrer Bezeichnung als Osterspiel eine Zwiespältigkeit. „Oster“ steht nicht länger in Verbindung mit der traditionellen „Feier“, sondern mit „Spiel“. In diesem Stadium waren die Osterspiele bereits bürgerliche Volksfeste und nur im Ansatz noch kirchliche Belehrung. Wie sich diese Annäherung im Innsbrucker Osterspiel gestaltet, wurde an ausgewählten Beispielen gezeigt. Auch, dass das Spiel sich von der Osterliturgie entfernt hat, trotzdem aber an bestimmten liturgischen Traditionen festhält. Das mag daran liegen, dass das Innsbrucker Osterspiel neben dem Osterspiel von Muri (etwa 1250), dem ostniederdeutschen Brandenburger Osterspiel (Ende 14. Jhd.) und dem Berliner (thüringischen) Osterspielfragment (14. Jhd.) zu den ältesten Spielen seiner Gattung gehört. Zu den Osterspielen des späten Mittelalters gehören außerdem das Wiener Osterspiel (vermutlich 14. Jhd.) und das Erlauer Osterspiel (14. Jhd.).
Das Innsbrucker Osterspiel ermöglicht als volkssprachiges Spiel Laien den Zugang zum Ostergeschehen, bietet aber zugleich Unterhaltung, wie sie vermutlich von einem (Theater-)Spiel erwartet wurde. Die „Sakralität des Dargestellten“ wird aber durch die lateinischen Gesänge bewusst gemacht. Die Verwirklichung, oder schon nur die geplante Verwirklichung des Stücks außerhalb der Kirche ermöglichte eine Ausweitung inhaltlicher Gegenstände, wie es sie in der Feier noch nicht gab. Außerdem konnte eine didaktische Wirkung bei den Zuschauern, die allen Schichten der Öffentlichkeit angehörten, erzielt werden. Bestes Beispiel hierfür ist die Höllenfahrt-Szene, zur Besserung und Läuterung des Geistes und der Seele. Eine implizite Belehrung verbirgt sich auch in der Thomas-Szene: Thomas als Repräsentant des unschlüssigen Gläubigen bedarf erst der wahrhaftigen Erscheinung Jesu, um an seine Auferstehung zu glauben. Diese Skepsis wird von Jesu dadurch zurückgewiesen, dass er zu verstehen gibt, dass Gott jene, die an ihn glauben, obwohl sie ihn nie gesehen haben, besonders ehrt (V. 1243 – V. 1246).
Es gibt Behauptungen, das Innsbrucker Osterspiel habe die Entstehung der Tiroler Passion (um 1400) maßgeblich beeinflusst, da deutlich zu erkennen sei, dass der Verfasser der Passion das Osterspiel kannte und es weiter ausgeführt habe. Auch „Das Spiel vom Arzte Ipoeras“ (um 1510), in dem sämtliche weltliche Szenen aus dem kirchlichen Geschehen eliminiert und für sich verwendet wurden, soll mit seinen verwendeten Bildern auf das Innsbrucker Osterspiel verweisen. Belege für ein derartiges Fortwirken gibt es allerdings nicht. Barbara Thoran verneint ausdrücklich eine Wirkung des Spiels auf die Tiroler Volksschauspiele. Die Magdalenenklage und andere Passagen wiesen darauf hin, dass die Tiroler Passion sich von anderen Texten hat beeinflussen lassen. Ähnliche Anklänge gäbe es nur bei mitteldeutschen Textpassagen, die aber vielerorts wohlbekannt waren. Es sei darauf hingewiesen, dass die Entwicklung des mittelalterlichen geistliches Dramas, zu denen das Osterspiel gehört, nicht als ein kontinuierlich verlaufender Prozess angesehen werden kann und man es ständig mit einem Nebeneinander von Erscheinungen zu tun habe. Was den historischen Entstehungsverlauf der Osterspiele angeht, kann dem Innsbrucker Osterspiel anscheinend keine besondere Stellung zugesprochen werden. Dies könnte man in einem Vergleich der mittelalterlichen Osterspiele genauer untersuchen.

### Textausgaben
- Das Innsbrucker Osterspiel. Mittelhochdeutsch und neuhochdeutsch. / Das Osterspiel von Muri. Mittelhochdeutsch und neuhochdeutsch (= Reclams Universalbibliothek. 8660/8661). Herausgegeben, übersetzt, mit Anmerkungen und einem Nachwort versehen von Rudolf Meier. Reclam, Stuttgart 1970.
- E-text des Innsbrucker Osterspiel, von Nigel F. Palmer 2009 für die Vorlesung ‘Osterspiele’ an der University of Oxford erstellt; von ihm auch die Übersetzung der lateinischen Elemente und die englische Einleitung. 2015 von Henrike Lähnemann überarbeitet, (Edition auf Wikimedia Commons).

### Sekundärliteratur
- Rolf Bergmann: Katalog der deutschsprachigen geistlichen Spiele und Marienklagen des Mittelalters. Unter Mitarbeit von Eva P. Diedrichs und Christoph Treutwein. Beck, München 1986, ISBN 3-7696-0900-X.
- Helmut de Boor: 1250–1350 (= Geschichte der deutschen Literatur von den Anfängen bis zur Gegenwart. Band 3: Die deutsche Literatur im späten Mittelalter. Zerfall und Neubeginn. Teil 1). 5. Auflage, neubearbeitet von Johannes Janota. Beck, München 1997, ISBN 3-406-40378-6.
- Roberto De Pol: Zur Rolle des Pilatus im Innsbrucker Osterspiel. Eine Frage der Vergangenheitsbewältigung. In: Derekh. Judaica Urbinatensia. Band 1, 2003, S. 73–83, (online).
- Eduard Hartl (Hrsg.): Osterspiele (= Deutsche Literatur. Sammlung literarischer Kunst- und Kulturdenkmäler in Entwicklungsreihen. Reihe 5: Drama des Mittelalters. 2, ZDB-ID 20251-4). Mit Einleitungen und Anmerkungen auf Grund der Handschriften herausgegeben. Reclam, Leipzig 1937.
- Nikolaus Henkel: Inszenierte Höllenfahrt. Der „Descensus ad inferos“ im geistlichen „Drama“ des Mittelalters. In: Markwart Herzog (Hrsg.): Höllenfahrten. Geschichte und Aktualität eines Mythos (= Irseer Dialoge. 12). Kohlhammer, Stuttgart 2006, ISBN 3-17-019334-1, S. 87–108.
- Rudolf Höpfner: Untersuchungen zu dem Innsbrucker, Berliner und Wiener Osterspiel (= Germanistische Abhandlungen. 45). Marcus, Breslau 1913, (Marburg, Universität, Dissertation, 1913).
- Rolf Max Kulli: Die Ständesatire in den deutschen geistlichen Schauspielen des ausgehenden Mittelalters (= Basler Studien zur deutschen Sprache und Literatur. 31, ISSN 0067-4508). Francke, Bern 1966, (Zugleich: Basel, Universität, Dissertation, 1964).
- Elizabeth Lawn: Gefangenschaft. Aspekt und Symbol sozialer Bindung im Mittelalter – dargestellt an chronikalischen und poetischen Quellen (= Europäische Hochschulschriften. Reihe 1: Deutsche Sprache und Literatur. 214). Lang, Frankfurt am Main u. a. 1977, ISBN 3-261-02341-4 (Zugleich: Karlsruhe, Universität, Dissertation, 1977).
- Hansjürgen Linke: Osterfeier und Osterspiel. Vorschläge zur sachlich-terminologischen Klärung einiger Abgrenzungsprobleme. In: Max Siller (Hrsg.): Osterspiele. Texte und Musik. Akten des 2. Symposiums der Sterzinger Osterspiele (12.–16. April 1992) (= Schlern-Schriften. 293). Wagner, Innsbruck 1994, ISBN 3-7030-0263-8, S. 121–133.
- Bernd Neumann, Dieter Trauden: Überlegungen zu einer Neubewertung des spätmittelalterlichen religiösen Schauspiels. In: Hans-Joachim Ziegeler (Hrsg.): Ritual und Inszenierung. Geistliches und weltliches Drama des Mittelalters und der Frühen Neuzeit. Niemeyer, Tübingen 2004, ISBN 3-484-64026-X, S. 31–48.
- Johan Nowé: „Wir wellen haben ein spil“. Zur Geschichte des Dramas im deutschen Mittelalter. Darstellung und Anthologie. Acco, Leuven u. a. 1997, ISBN 90-334-3767-8.
- Christoph Petersen: Ritual und Theater. Meßallegorese, Osterfeier und Osterspiel im Mittelalter (= Münchener Texte und Untersuchungen zur deutschen Literatur des Mittelalters. 125). Niemeyer, Tübingen 2004, ISBN 3-484-89125-4 (Zugleich: München, Universität, Dissertation, 2001).
- Karl K. Polheim: Ludus paschalis und Peregrinatio. In: Max Siller (Hrsg.): Osterspiele. Texte und Musik. Akten des 2. Symposiums der Sterzinger Osterspiele (12.–16. April 1992) (= Schlern-Schriften. 293). Wagner, Innsbruck 1994, ISBN 3-7030-0263-8, S. 135–148.
- Klaus Ridder: Erlösendes Lachen. Götterkomik – Teufelskomik – Endzeitkomik. In: Hans-Joachim Ziegeler (Hrsg.): Ritual und Inszenierung. Geistliches und weltliches Drama des Mittelalters und der Frühen Neuzeit. Niemeyer, Tübingen 2004, ISBN 3-484-64026-X, S. 195–206.
- Hans Rupprich: Das ausgehende Mittelalter, Humanismus und Renaissance. 1370–1520 (= Geschichte der deutschen Literatur von den Anfängen bis zur Gegenwart. Band 4: Die deutsche Literatur vom späten Mittelalter bis zum Barock. Teil 1). 2. Auflage, neubearbeitet von Hedwig Heger. Beck, München 1994, ISBN 3-406-37898-6.
- Max Siller: Die Lokalisierung der mittelalterlichen Spiele mit Hilfe der (historischen) Dialektologie. In: Hans-Joachim Ziegeler (Hrsg.): Ritual und Inszenierung. Geistliches und weltliches Drama des Mittelalters und der Frühen Neuzeit. Niemeyer, Tübingen 2004, ISBN 3-484-64026-X, S. 247–254.
- Max Siller (Hrsg.): Osterspiele. Texte und Musik. Akten des 2. Symposiums der Sterzinger Osterspiele (12.–16. April 1992) (= Schlern-Schriften. 293). Wagner, Innsbruck 1994, ISBN 3-7030-0263-8.
- Barbara Thoran: Fragen zur Herkunft und Nachwirkung des Innsbrucker Thüringischen Osterspiels. In: Max Siller (Hrsg.): Osterspiele. Texte und Musik. Akten des 2. Symposiums der Sterzinger Osterspiele (12.–16. April 1992) (= Schlern-Schriften. 293). Wagner, Innsbruck 1994, ISBN 3-7030-0263-8, S. 187–202.
- Eugen Thurnher, Walter Neuhauser (Hrsg.): Die Neustifter-Innsbrucker Spielhandschrift von 1391. In Abbildung. (Cod. 960 der Universitätsbibliothek Innsbruck) (= Litterae. 40). Kümmerle, Göppingen 1975, ISBN 3-87452-302-0.
- Andreas Traub: Zeitbestimmung durch Gesänge? In: Hans-Joachim Ziegeler (Hrsg.): Ritual und Inszenierung. Geistliches und weltliches Drama des Mittelalters und der Frühen Neuzeit. Niemeyer, Tübingen 2004, ISBN 3-484-64026-X, S. 135–138.
- Rainer Warning: Auf der Suche nach dem Körper. In: Hans-Joachim Ziegeler (Hrsg.): Ritual und Inszenierung. Geistliches und weltliches Drama des Mittelalters und der Frühen Neuzeit. Niemeyer, Tübingen 2004, ISBN 3-484-64026-X, S. 343–360.
- Hans-Joachim Ziegeler (Hrsg.): Ritual und Inszenierung. Geistliches und weltliches Drama des Mittelalters und der Frühen Neuzeit. Niemeyer, Tübingen 2004, ISBN 3-484-64026-X.